# أفا
أفا (إلينوي) (بالإنجليزية: Ava, Illinois)‏ هي مدينة تقع في الولايات المتحدة في إلينوي. يقدر عدد سكانها بـ 662 نسمة .

## التركيبة السكانية
حدّد مكتب تعداد الولايات المتحدة بيانات التركيبة السكانية لأفا في تعداد الولايات المتحدة. في ما يلي، التركيبة السكانية حسب تعدادي 2000 و2010.

### تعداد عام 2000
بلغ عدد سكان أفا 662 نسمة بحسب تعداد عام 2000، وبلغ عدد الأسر 282 أسرة وعدد العائلات 192 عائلة مقيمة في المدينة. في حين سجلت الكثافة السكانية 239.9 نسمة لكل كيلومتر مربع (621.3/ميل2). وبلغ عدد الوحدات السكنية 319 وحدة بمتوسط كثافة قدره 115.6 لكل كيلومتر مربع (299.4/ميل2).
وتوزع التركيب العرقي للمدينة بنسبة 98.94% من البيض و0.30% من الأمريكيين الأصليين و0.15% من الأعراق الأخرى و0.60% من عرقين مختلطين أو أكثر و0.76% من الهسبانيون أو اللاتينيون من أي عرق.
بلغ عدد الأسر 282 أسرة كانت نسبة 34.4% منها لديها أطفال تحت سن الثامنة عشر تعيش معهم، وبلغت نسبة الأزواج القاطنين مع بعضهم البعض 55% من أصل المجموع الكلي للأسر، ونسبة 8.9% من الأسر كان لديها معيلات من الإناث دون وجود شريك،  بينما كانت نسبة 4.3% من الأسر لديها معيلون من الذكور دون وجود شريكة وكانت نسبة 31.9% من غير العائلات. تألفت نسبة 28% من أصل جميع الأسر من عدة أفراد يعيشون في نفس المنزل ونسبة 19.1% كانت تتألف من شخص يعيش بمفرده يبلغ من العمر 65 عاماً أو أكثر. وبلغ متوسط حجم الأسرة المعيشية 2.35، أما متوسط حجم العائلات فبلغ 2.89.
بلغ العمر الوسطي للسكان 38.5 عاماً. وكانت نسبة 24.9% من القاطنين تحت سن الثامنة عشر، وكانت نسبة 6.8% بين الثامنة عشر والرابعة والعشرين عاماً، ونسبة 26.7% كانت واقعةً في الفئة العمرية ما بين الخامسة والعشرين والرابعة والأربعين عاماً، ونسبة 23.3% كانت ما بين الخامسة والأربعين والرابعة والستين، ونسبة 18.3% كانت ضمن فئة الخامسة والستين عاماً فما فوق. يوجد لكل 100 أنثى 93.6 ذكر، ويوجد لكل 100 أنثى في الثامنة عشر من عمرها فما فوق 88.3 ذكر.
بلغ متوسط دخل الأسرة في المدينة 24,750 دولارًا، أما متوسط دخل العائلة فبلغ 36,364 دولارًا. وكان متوسط دخل الذكور 32,344 دولارًا مقابل 22,500 دولارًا للإناث. وسجل دخل الفرد الخاص بالمدينة 16,324 دولارًا. وكانت نسبة 12.6% من العائلات ونسبة 14.4% من السكان تحت خط الفقر، وكان من هؤلاء نسبة 17.7% تحت سن الثامنة عشر ونسبة 14.9% في الخامسة والستين من العمر وما فوق.

### تعداد عام 2010
بلغ عدد سكان أفا 654 نسمة بحسب تعداد عام 2010، وبلغ عدد الأسر 284 أسرة وعدد العائلات 191 عائلة مقيمة في المدينة. في حين سجلت الكثافة السكانية 237 نسمة لكل كيلومتر مربع (613.8/ميل2). وبلغ عدد الوحدات السكنية 312 وحدة بمتوسط كثافة قدره 113 لكل كيلومتر مربع (292.7/ميل2).
وتوزع التركيب العرقي للمدينة بنسبة 99.08% من البيض و0.31% من الأمريكيين الأصليين و0.15% من الأمريكيين ذوي الأصول الآسيوية و0.46% من عرقين مختلطين أو أكثر و2.14% من الهسبانيون أو اللاتينيون من أي عرق.
بلغ عدد الأسر 284 أسرة كانت نسبة 30.3% منها لديها أطفال تحت سن الثامنة عشر تعيش معهم، وبلغت نسبة الأزواج القاطنين مع بعضهم البعض 47.2% من أصل المجموع الكلي للأسر، ونسبة 14.1% من الأسر كان لديها معيلات من الإناث دون وجود شريك،  بينما كانت نسبة 6% من الأسر لديها معيلون من الذكور دون وجود شريكة وكانت نسبة 32.7% من غير العائلات. تألفت نسبة 28.9% من أصل جميع الأسر من عدة أفراد يعيشون في نفس المنزل ونسبة 14.4% كانت تتألف من شخص يعيش بمفرده يبلغ من العمر 65 عاماً أو أكثر. وبلغ متوسط حجم الأسرة المعيشية 2.30، أما متوسط حجم العائلات فبلغ 2.80.
بلغ العمر الوسطي للسكان 39.8 عاماً. وكانت نسبة 23.7% من القاطنين تحت سن الثامنة عشر، وكانت نسبة 10.4% بين الثامنة عشر والرابعة والعشرين عاماً، ونسبة 22.5% كانت واقعةً في الفئة العمرية ما بين الخامسة والعشرين والرابعة والأربعين عاماً، ونسبة 26.6% كانت ما بين الخامسة والأربعين والرابعة والستين، ونسبة 16.8% كانت ضمن فئة الخامسة والستين عاماً فما فوق. وتوزع التركيب الجنسي للسكان بنسبة 48.2% ذكور و51.8% إناث.